# Тарас Буљба (филм из 1962)
Тарас Буљба (енгл. Taras Bulba) је амерички играни филм из 1962. године у режији Џеј Ли Томсона. Сценарио за филм је написан по мотивима истоименог Гогољевог романа.
Филм је сниман на локацијама у Сједињеним Америчким Државама, Аргентини и Југославији.

## Радња
16. век, Запорожје. Запорошки козаци помажу Пољацима у борби против Турака, након које се Пољаци окрећу против козака и освајају њихове земље. Козаци се након пораза враћају својим имањима која су сада под пољском управом. Након више година, Тарас Буљба шаље своја два сина у Кијев да изуче пољску школу. Старији син се заљубљује у пољску принцезу.

## Улоге
| Глумац           | Улога            |
| ---------------- | ---------------- |
| Јул Бринер       | Тарас Буљба      |
| Тони Кертис      | Андреј Буљба     |
| Кристина Кауфман | Наталија Дубров  |
| Сем Вонамејкер   | хетман Филипенко |
| Бред Декстер     | козак Шило       |
| Пери Лопез       | Остап Буљба      |